# Conny Rich
Conny Rich, artistnamn för Konrad Einar Rickard Sandberg, född 8 november 1920 i Huskvarna, död 13 oktober 2014 i Huskvarna, var en svensk jazzmusiker, kapellmästare och fotograf. Han spelade klarinett och tenorsaxofon.
Conny Rich framträdde som sexåring med sång till tvåradigt dragspel och fortsatte senare som klarinettist i Huskvarna Scoutkårs musikkår. 
Han slog sig tidigt samman med gitarristen och sedermera författaren Sture Dahlström, av kamraterna kallad Stulle, och sedan pianisten Arne Sievert Gunnarsson anslutit sig bildade de sin första orkester under namnet ”The Black Band”. 
Med varierande sammansättningar spelade Conny Rich under en följd av år i folkparker och andra nöjesanläggningar och gästspelade även framgångsrikt i Norge. Under en period var han medlem av Fredsklockorna från Nässjö.
År 1943 vann Conny Rich med Arne Sieverts Kvintett Orkesterjournalens riksomfattande tävling för amatörband. I priset ingick en veckas engagemang på danspalatset Nalen liksom en skivinspelning av bland annat ’Sweet Georgia Brown’. 
Conny Rich var även yrkesverksam som fotograf, på senare år med assistans av tvillingsonen Jonny i ateljén i Huskvarna. I sin Conny Rich Jubileumsbok från 1990 gjorde han i ord och bild en summering av åren som musiker och fotograf.
År 2010 utnämndes han till Årets Huskvarnabo av Huskvarna hembygdsförening.

## Bildgalleri

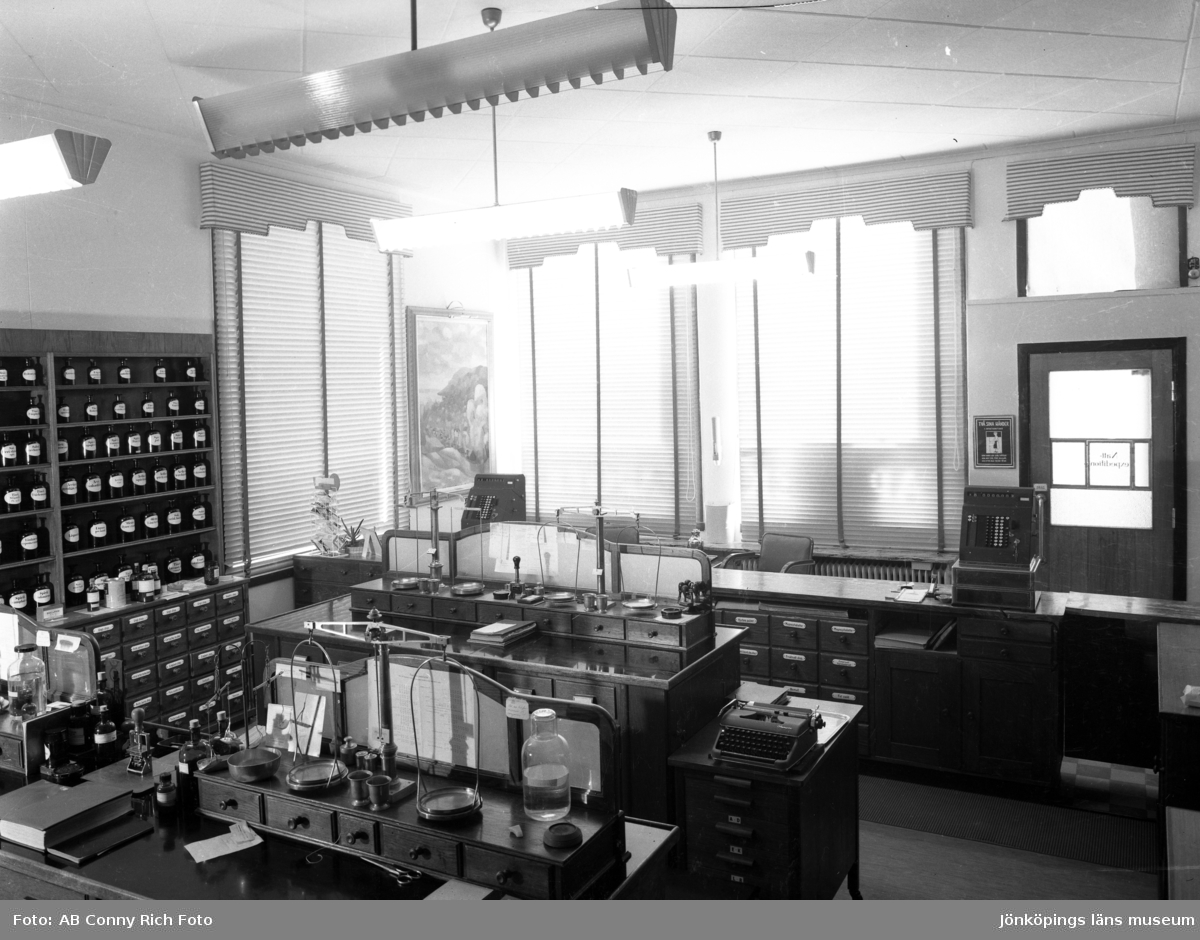
Apoteket Svanen på Rosenborgsgatan i Huskvarna, 1953
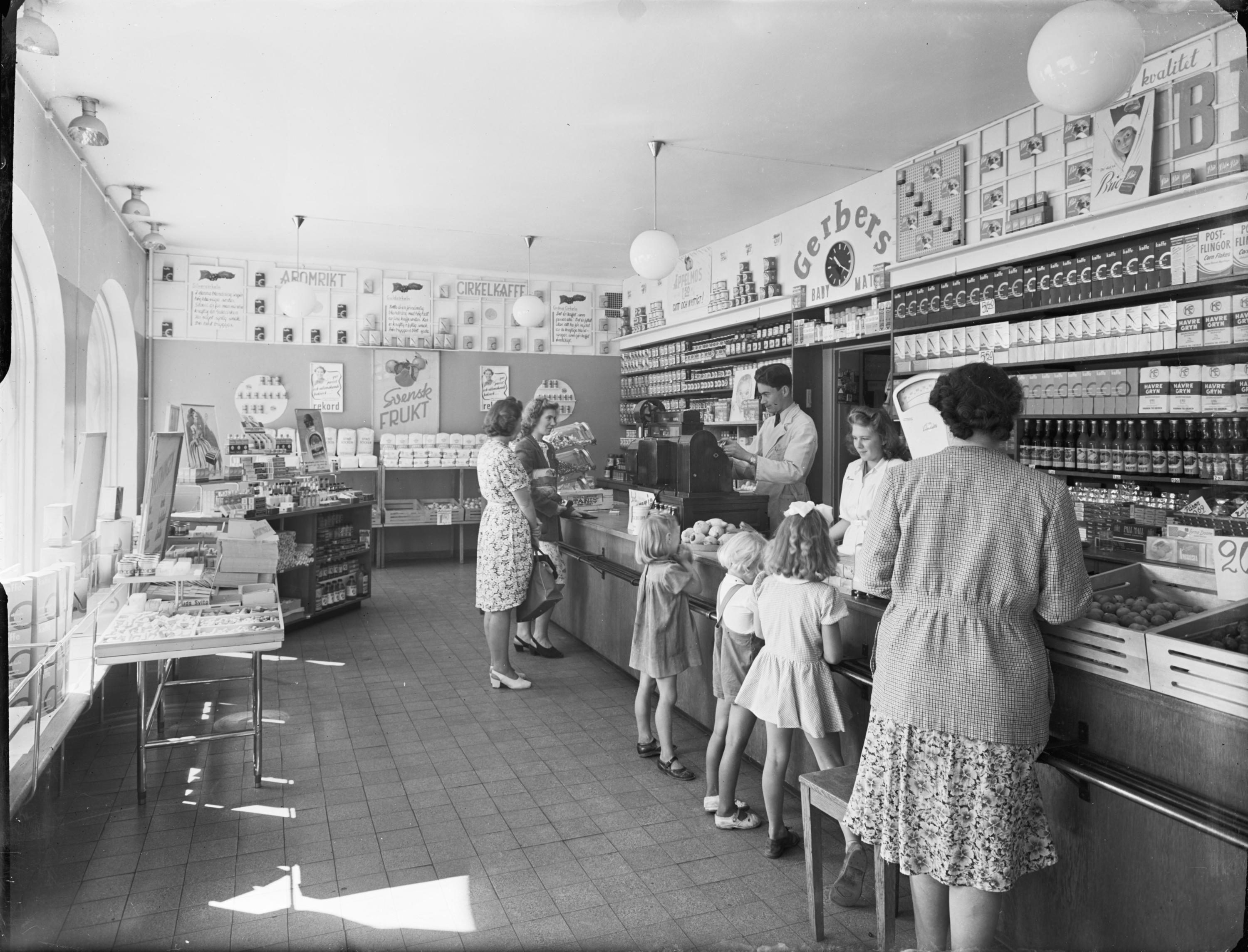
Interiör från Konsum Union i Huskvarna
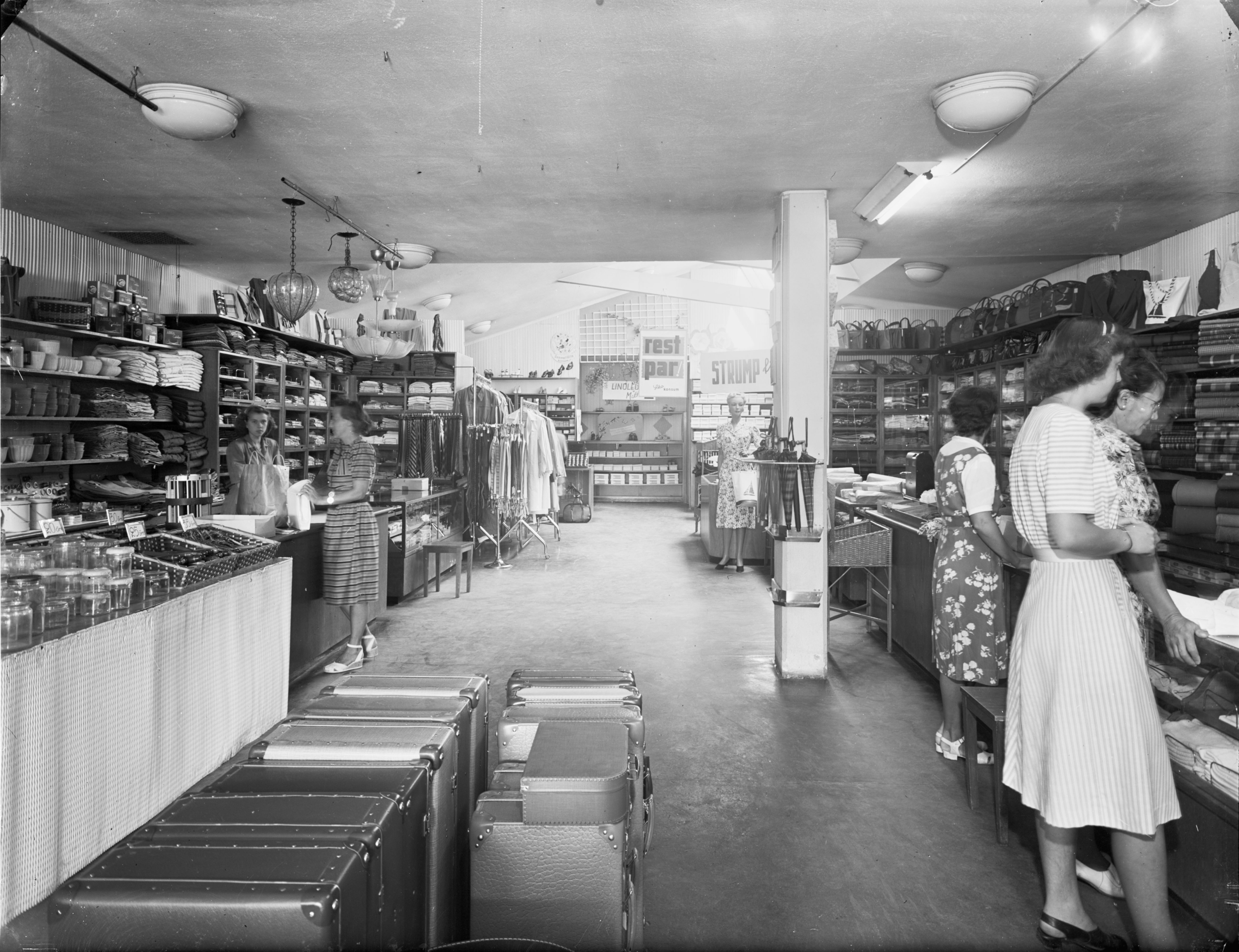
Interiör från Konsum Union i Huskvarna
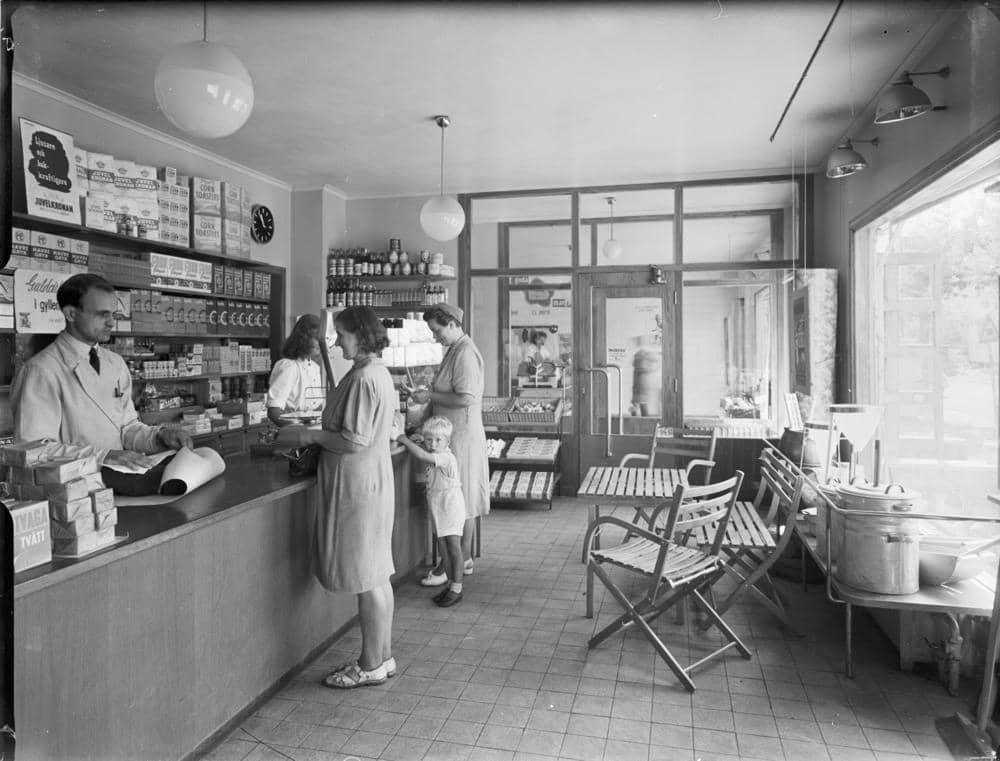
Interiör från Konsum Union i Huskvarna
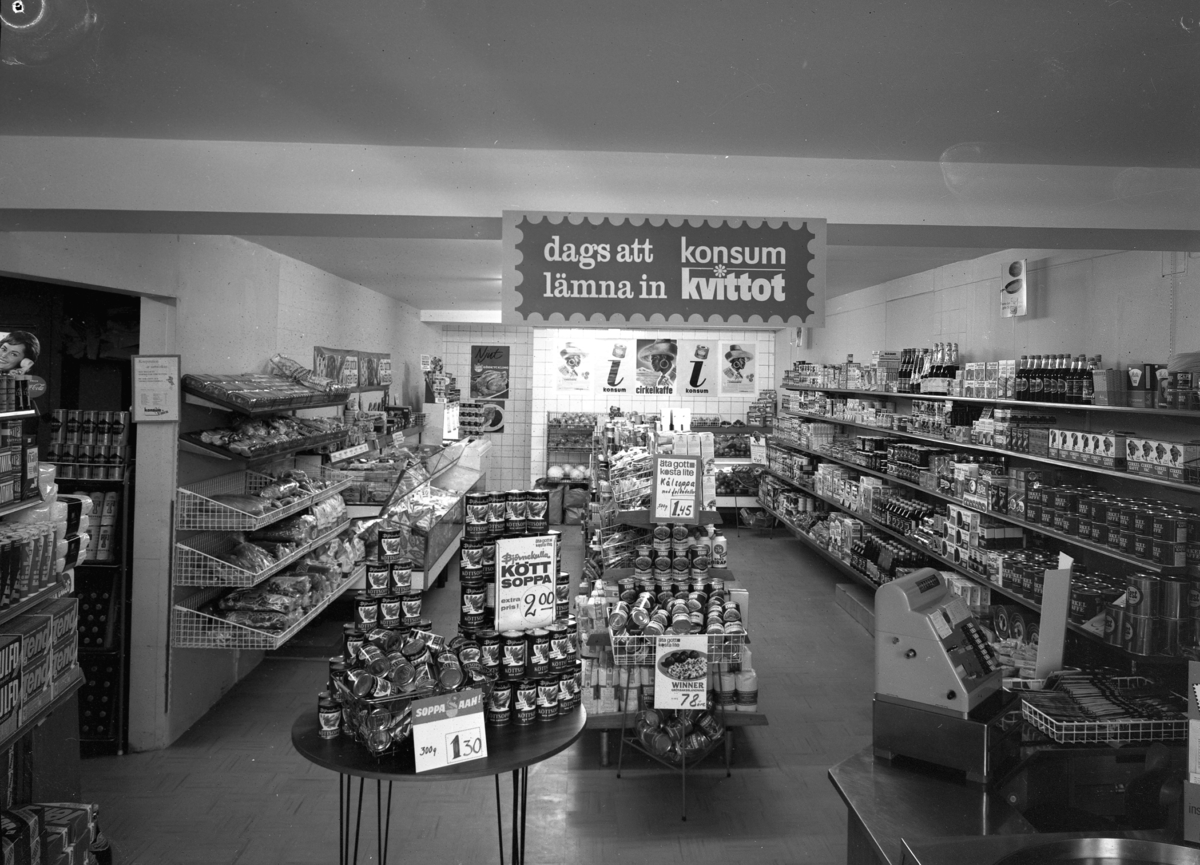
Interiör från Konsum Union i Huskvarna, efter 1958
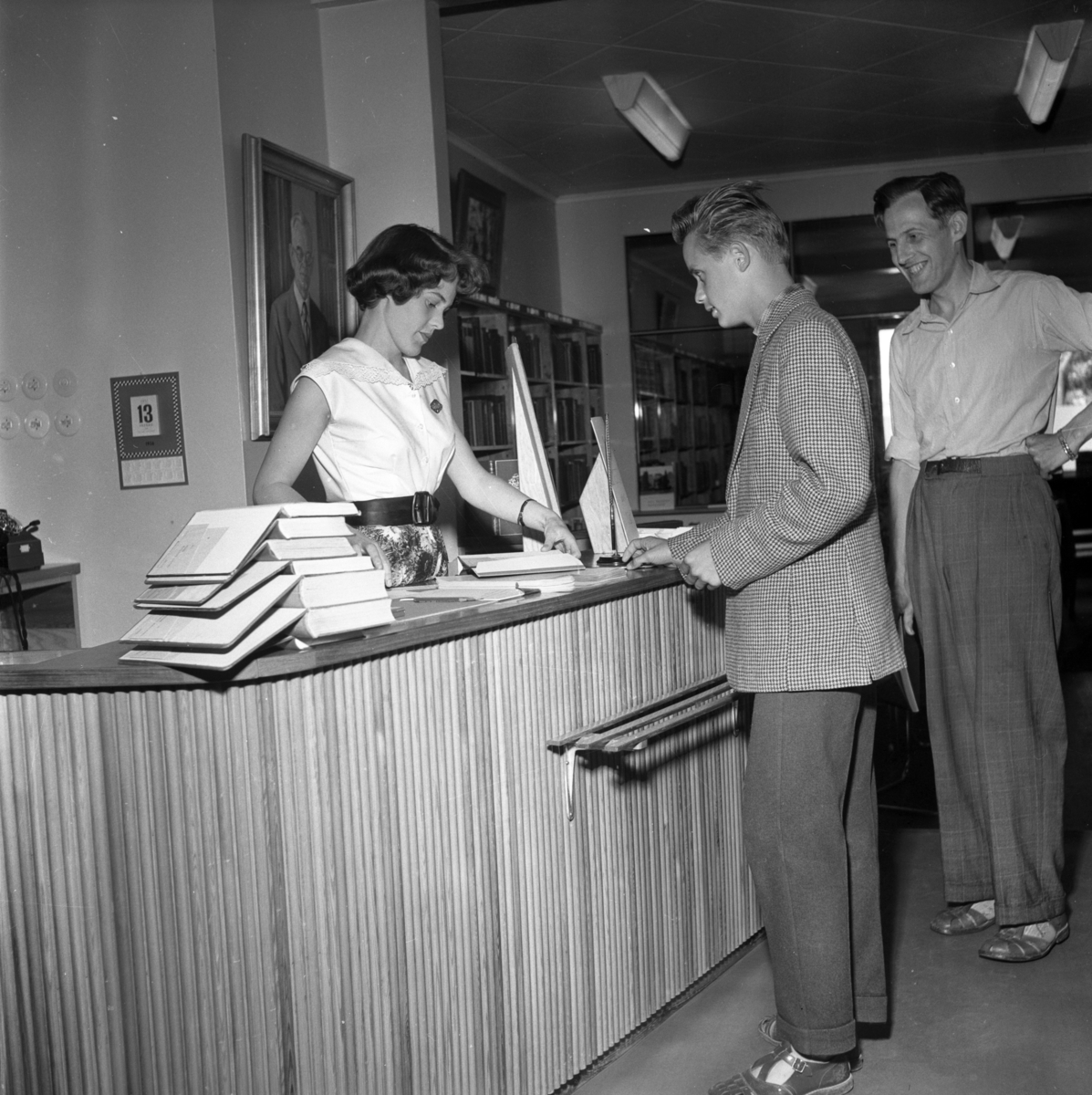
Huskvarna stadsbibliotek på Rosenborgsgatan, 1956
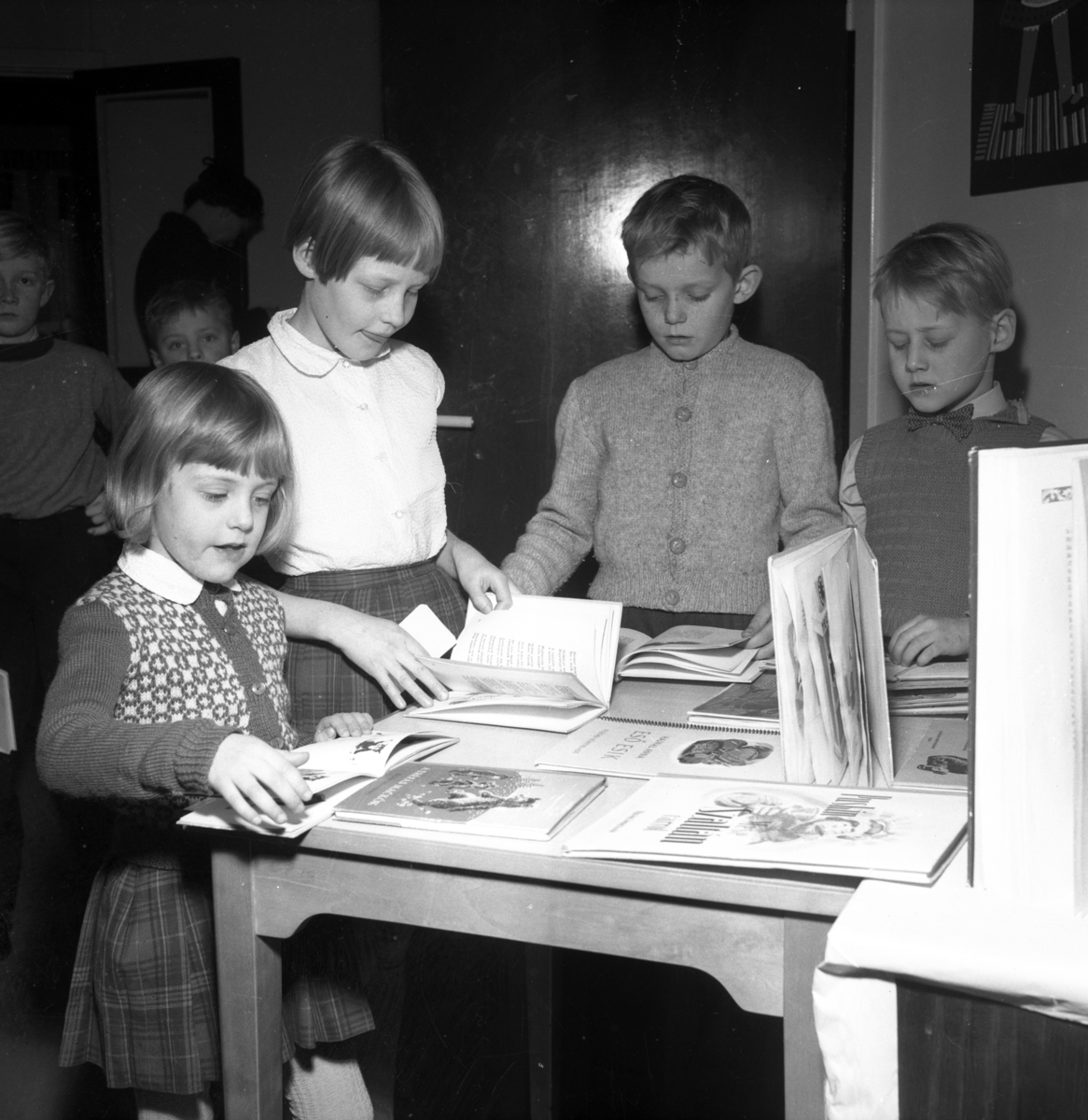
Barnboksutställning på stadsbiblioteket, 1956
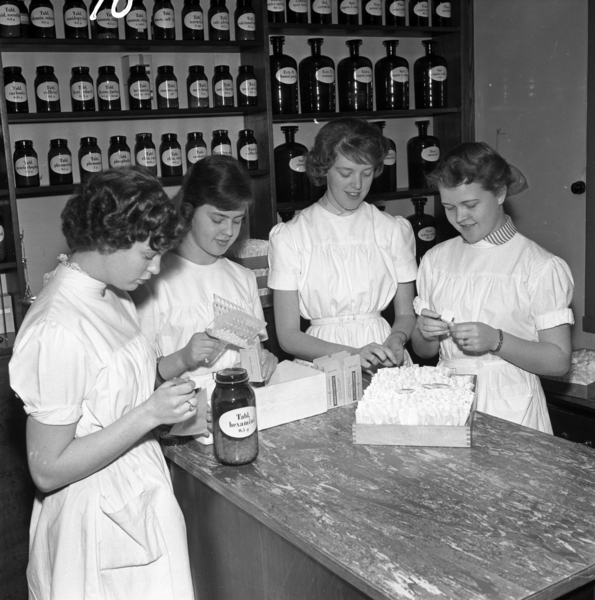
Doktor Hjortons pulver på Apoteket Svanen på Rosenborgsgatan i Huskvarna, 1950-talet
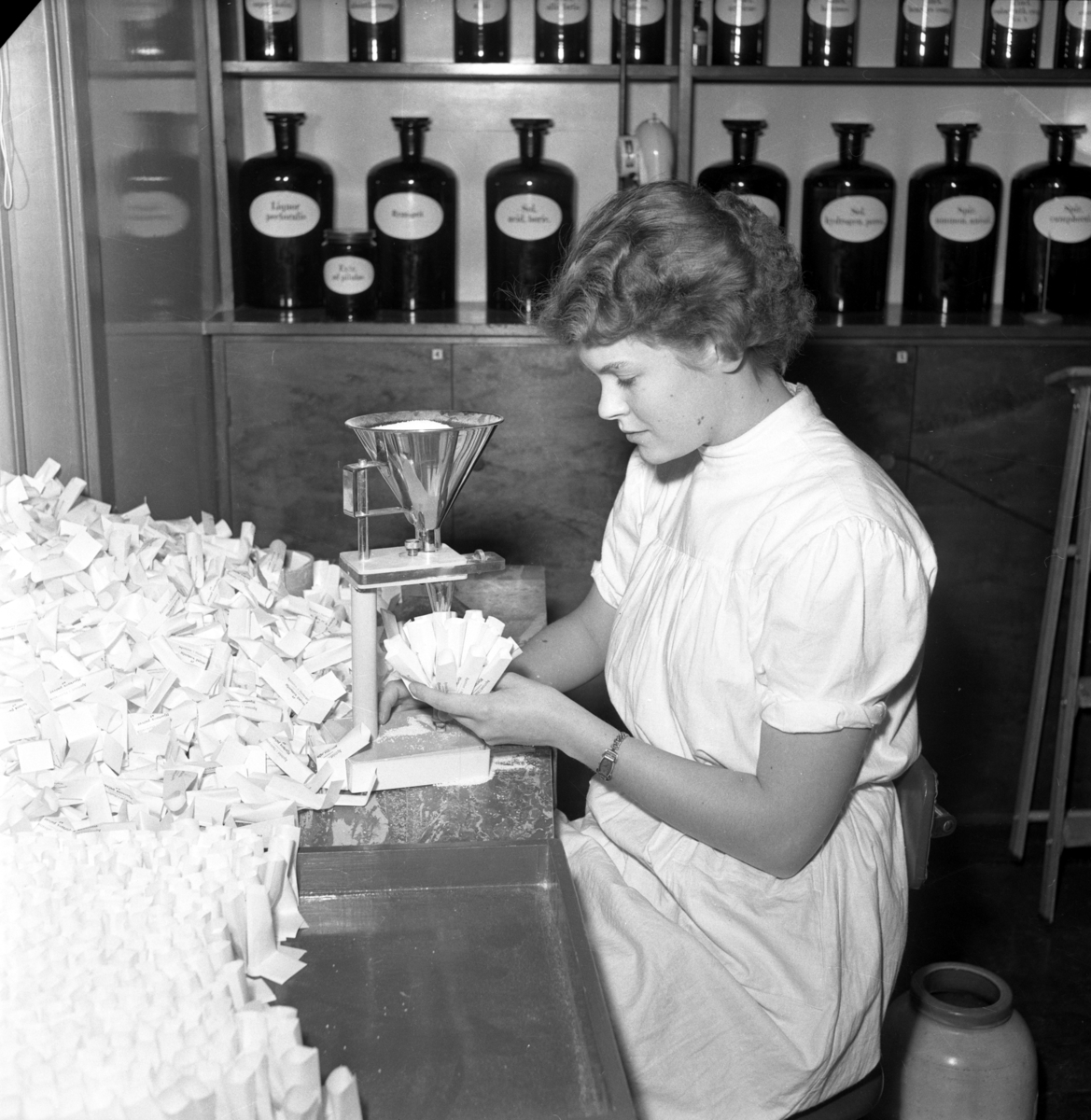
Doktor Hjortons pulver på Apoteket Svanen i Huskvarna, 1950-talet